# Zork

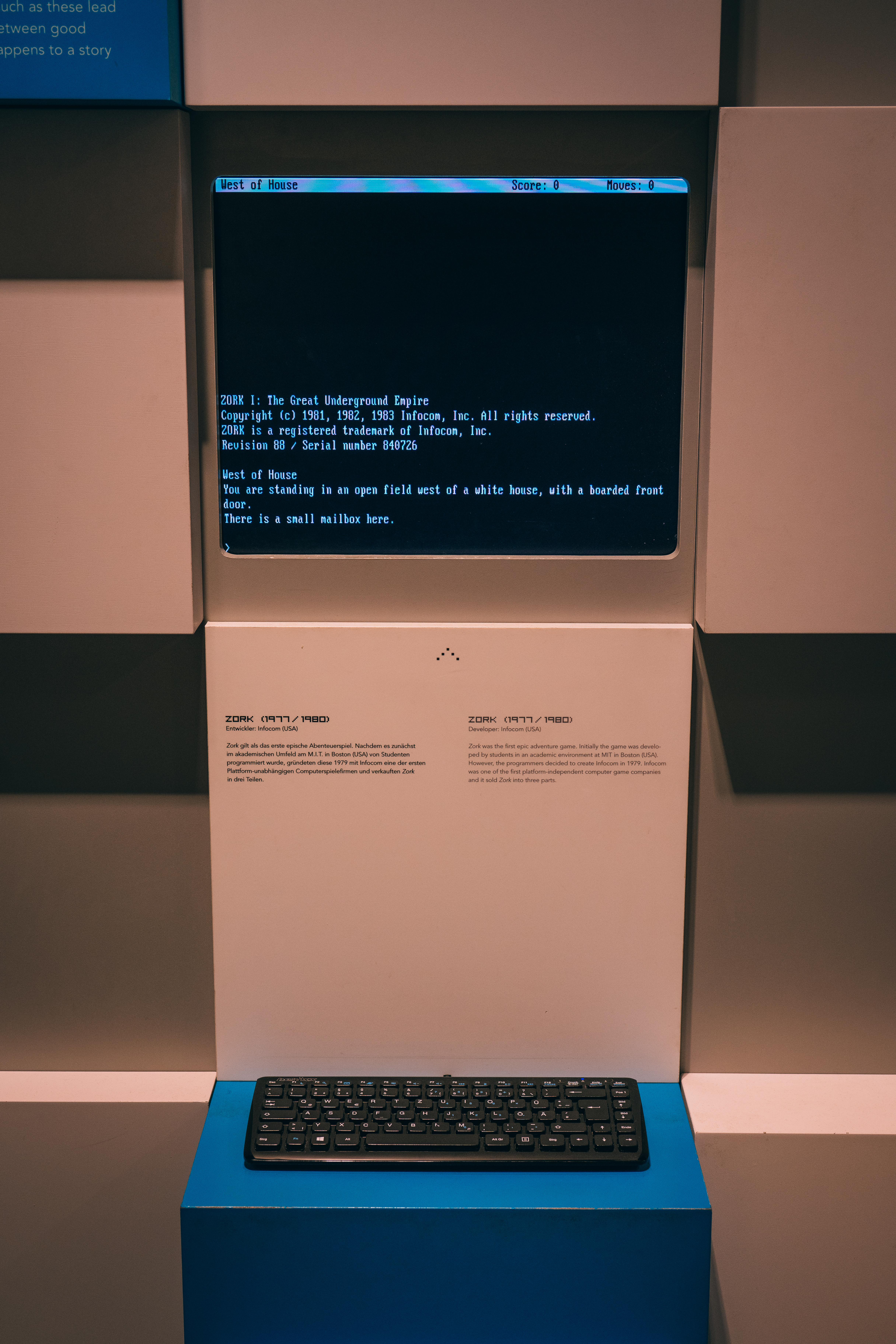
Zork I giocabile al Computerspielemuseum Berlin

Zork è una popolare serie di videogiochi di genere avventura testuale fantasy, spesso con toni umoristici. È una delle serie più antiche del mondo dei videogiochi. Il primo Zork venne sviluppato inizialmente su mainframe alla fine degli anni '70 come un gioco unico, e pubblicato commercialmente a partire dal 1980 come tre giochi separati: Zork I: The Great Underground Empire, Zork II: The Wizard of Frobozz e Zork III: The Dungeon Master. Nel corso degli anni '80 e '90 la serie è stata espansa con molti altri titoli.
I primi Zork sono ambientati in un esteso labirinto sotterraneo facente parte del "Grande Impero Sotterraneo" (Great Underground Empire). Il giocatore è un avventuriero senza nome con l'obiettivo di trovare i tesori nascosti nel sottosuolo e ritornare vivo con essi, cercando allo stesso tempo di sfuggire dal pericoloso Grue (mostro che vive nell'oscurità). L'universo e la cronologia di Zork sono stati estesi dalle successive avventure testuali di Infocom.
Zork è stato dichiarato uno dei dieci videogiochi più importanti di tutti i tempi da Henry Lowood della Stanford University, nel marzo 2007.

## Storia
La prima versione di Zork fu scritta tra il 1977 e il 1979 da Tim Anderson, Marc Blank, Bruce Daniels e Dave Lebling, tutti facenti parte del Dynamic Modelling Group del MIT.
Il gruppo di universitari venne influenzato dalla storica avventura testuale Colossal Cave Adventure, ma rispetto a quest'ultima vollero realizzare un parser più complesso, che interpretasse frasi complete di più di due parole.
Blank e Lebling, insieme ad altri, fondarono nel 1979 la Infocom, software house che raggiunse una notevole popolarità negli anni ottanta proprio grazie ai videogiochi pubblicati col marchio Zork.
Zork era in origine una parola usata nel gergo degli hacker del MIT per indicare un programma non ancora terminato. Gli sviluppatori intendevano chiamare Dungeon la versione completa del gioco, ma ormai il nome Zork aveva fatto presa.
La versione originale del gioco fu sviluppata su un computer DEC PDP-10 nel linguaggio MDL. Il successo fu quasi immediato e si volle fare di Zork un prodotto commerciale. La prima edizione commerciale fu Zork I per PDP-11, pubblicato a novembre 1980. Tra il 1980 e il 1982 Zork fu pubblicato in tre parti separate per gli home computer più popolari dell'epoca, come l'Apple II, il Commodore 64, gli Atari 8-bit, il TRS-80, i sistemi CP/M e l'IBM PC.
I videogiochi della serie erano scritti in uno speciale linguaggio di programmazione denominato ZIL (Zork Implementation Language o anche Zork Interactive Language) che veniva eseguito dalla macchina virtuale Z-machine; in questo modo si semplificava enormemente il lavoro di porting, in quanto era sufficiente riscrivere nel linguaggio nativo della piattaforma di destinazione solo la macchina virtuale.
Il primo episodio della trilogia fu originariamente pubblicato dalla Personal Software; in seguito Infocom curò direttamente l'edizione dell'intera trilogia.
Uno dei motivi della pubblicazione di Zork sotto forma di trilogia era dovuto al fatto che, a differenza dei sistemi PDP per i quali venne inizialmente scritto, i microcomputer non avevano abbastanza memoria e spazio su disco per gestire il gioco originale nella sua interezza, e ciò impose un ampio lavoro di riscrittura. Nel processo di suddivisione venne inoltre aggiunto nuovo materiale ai giochi per fare in modo che ogni parte potesse comunque reggersi da sola dal punto di vista narrativo.
Tra i punti di forza di Zork ci sono la qualità della trama e l'ottimo parser dei comandi dell'utente (in inglese); quest'ultimo, infatti, non si limita ad accettare semplici comandi di tipo verbo-nome ("hit grue"), ma è in grado di comprendere frasi complete ("Hit the grue with the Elvish sword" ossia "colpisci il grue con la spada elfica").
La Infocom si impose come azienda solida grazie a Zork e a molte altre avventure, ma poi entrò in difficoltà principalmente a causa di un tentativo fallito di entrare nel mercato del software professionale con la base di dati Cornerstone. Infocom finì per essere acquisita da Activision nel giugno 1986, e soltanto dopo tornò a occuparsi della serie di Zork sviluppando Beyond Zork (1987). Questo nuovo titolo incorpora elementi da videogioco di ruolo, in quanto il giocatore può creare il personaggio distribuendo dei punti di competenza tra sei sue caratteristiche, e ciò influenza i possibili metodi di soluzione degli enigmi e l'evolversi dello scenario. Altra novità è una minimale introduzione di grafica: una semplice mappa automatica dei luoghi visitati.
Il successivo Zork Zero (1988), pur rimanendo testuale, introdusse delle vere e proprie illustrazioni grafiche, oltre a una rosa dei venti per le direzioni possibili. Questo è anche l'ultimo capitolo della Infocom, che venne chiusa dalla Activision a giugno 1989.
La saga riprende nel 1993 con Return to Zork, stavolta realizzato completamente con grafica; tecnicamente era avanzato per l'epoca, ma dagli affezionati della serie fu visto anche come un tradimento della sua natura. Da allora la serie si convertì definitivamente alla grafica. Il successivo Zork: Nemesis (1996) usa il rivoluzionario motore grafico Z-Vision che permette al giocatore di guardarsi intorno a 360°; è un'avventura noir e oscura, tuttavia il tono è molto simile a quello dei primi Zork. L'ultima avventura è stata Zork: Grand Inquisitor, uscita alla fine del 1997.
L'ultimo titolo ufficialmente ambientato nel mondo di Zork è Legends of Zork (2009), ma si tratta di un puro videogioco di ruolo per browser, chiuso ufficialmente nel 2011.

## Videogiochi

### Trilogia originale
- Zork I: The Great Underground Empire (1980, Infocom)
- Zork II: The Wizard of Frobozz (1981, Infocom)
- Zork III: The Dungeon Master (1982, Infocom)

### Seguiti ambientati nel mondo diZork
- La trilogia di Enchanter:
  - Enchanter (1983, Infocom)
  - Sorcerer (1984, Infocom)
  - Spellbreaker (1985, Infocom)

- Wishbringer (1985, Infocom)

- Beyond Zork (1987, Infocom)
- Zork Zero: The Revenge of Megaboz (1988, Infocom, testo e grafica)

- Mini-Zork I (1987-1988) è una versione ridotta e non commerciale del primo Zork, pubblicata per alcune piattaforme (almeno Commodore 64[6], Atari 8-bit[7], Apple II[8])

- Due capitoli della serie Infocomics (1988) sono ambientati nel mondo di Zork, pur non essendo avventure:
  - ZorkQuest: Assault on Egreth Castle
  - ZorkQuest: The Crystal of Doom

- Return to Zork (1993, Infocom/Activision, grafica)
- Zork: Nemesis (1996, Activision, grafica)
- Zork I: The Great Underground Empire (1996, Shoeisha), remake giapponese con grafica del primo Zork, per PlayStation e Sega Saturn
- Zork Grand Inquisitor (1997, Activision, grafica)
- Zork: The Undiscovered Underground (1997, scritta da Michael Berlyn e Marc Blank[9] e distribuita da Activision per promuovere l'uscita di Zork Grand Inquisitor)

- Legends of Zork (2009-2011), videogioco di ruolo per browser

La trilogia di Enchanter e il gioco Wishbringer occupano una posizione piuttosto inusuale nell'universo di Zork. Enchanter, infatti, venne sviluppato in origine come Zork IV; Infocom decise poi di farne un gioco indipendente, che diventò la base di un'altra trilogia. Esiste continuità narrativa solo tra gli episodi della stessa trilogia, ma non tra quelli di trilogie diverse: il protagonista di Zork III conosce gli eventi di Zork I e Zork II, come, allo stesso modo, gli eventi di Enchanter sono citati in Sorcerer e Spellbreaker. Il personaggio di Enchanter però non è lo stesso della trilogia di Zork; i due, tuttavia, si incontrano in Enchanter, dove l'avventuriero di Zork aiuta il protagonista di Enchanter a risolvere uno dei rompicapi del gioco. Anche se Wishbringer non è mai stato ufficialmente collegato alla serie di Zork, è generalmente accettato che sia "zorkiano" a causa dell'uso della magia e di molti termini e nomi presi da giochi chiaramente collegati alla saga di Zork.
The Lurking Horror è un'altra avventura della Infocom con riferimenti a Zork.
Tra i vari titoli amatoriali non ufficiali, una parodia della serie, chiamata Pork, è stata prodotta nel 1991.

### Raccolte e riedizioni successive
La prima raccolta ufficiale è Zork Trilogy, che comprende i primi tre giochi. Dopo un'edizione del 1983 della DEC per CP/M (sistema usato da computer DEC come il Rainbow 100), fu pubblicata intorno al 1987 dalla Infocom per diversi computer di larga diffusione.
Tra i giochi inclusi in The Lost Treasures of Infocom, raccolta di una ventina di avventure pubblicata nel 1990 da Activision con il marchio Infocom e venduta con successo, c'erano la trilogia originale di Zork, la trilogia di Enchanter, Beyond Zork e Zork Zero. Una seconda raccolta pubblicata nel 1992, The Lost Treasures of Infocom II, conteneva Wishbringer e altri dieci giochi non appartenenti alla saga di Zork.
The Zork Anthology del 1994, per DOS e Macintosh, comprende tutti i primi cinque titoli di Zork nonché l'extra Planetfall.
Zork Special Edition o The Zork Legacy Collection del 1996, per DOS e Windows, comprende i CD di The Zork Anthology, Return to Zork e Zork Nemesis.
La raccolta del 1996 di Activision, Classic Text Adventure Masterpieces of Infocom, include tutti i giochi testuali di Zork: le trilogie di Zork ed Enchanter, Wishbringer, Beyond Zork e Zork Zero.
Activision ha offerto per un breve periodo la possibilità di scaricare gratuitamente Zork I durante il periodo di promozione di Zork: Nemesis, e Zork II e Zork III durante la promozione di Zork Grand Inquisitor, oltre a una nuova avventura: Zork: The Undiscovered Underground. Non si tratta però di pubblicazioni freeware. Il dipartimento legale di Activision ha fatto sapere che la promozione collegata ai vari giochi è terminata, e non è legale distribuire i giochi a terze parti.
Nel 1998 è uscita la raccolta giapponese Zork Collection per Sega Saturn, comprendente Return to Zork e il remake di Zork I.
Nel 2000 è uscita la raccolta Zork Classics per Windows con 9 titoli.

## Comandi
Nei giochi della serie Zork il giocatore non è limitato all'uso di comandi di tipo "verbo-nome" come "take lamp", "open mailbox" e così via. Al contrario, il gioco è in grado di interpretare frasi sofisticate come "put the lamp and sword in the case", "look under the rug", and "drop all except the lantern". Il gioco comprende parecchi verbi di uso comune, tra cui "take", "drop", "examine", "attack", "climb", "open", "close", "count", e molti altri. Inoltre sono gestiti alcuni verbi per il controllo del gioco, invece che per l'interazione nel gioco, come "save" e "restore", "script" ed "unscript" (che avvia o interrompe la trascrizione testuale della partita), "restart", e "quit".
In tutte le avventure di Zork sono disponibili i seguenti comandi:
- n, s, e, w: abbreviazioni di "go north", "go south", e così via.
- nw, ne, sw, se: abbreviazioni di "go northwest", "go southwest", ecc.
- u e d: abbreviazioni di "go up" and "go down"
- i: mostra l'inventario del giocatore
- verbose: Fornisce una descrizione completa dopo ogni comando (invece di omettere i dettagli già forniti al giocatore)
- score: Mostra il punteggio del giocatore, il numero di mosse e la valutazione.

## Altri media
Una serie di quattro librogame fu pubblicata nel 1983-1984 da Tor Books (USA), Penguin (Regno Unito) e Altea (Spagna):
- The Forces of Krill
- The Malifestro Quest
- The Cavern of Doom
- Conquest at Quendor

Una serie di sei romanzi originali tratti da avventure della Infocom venne pubblicata nel 1989-1991 dalla Avon Books, e due di questi sono direttamente basati sulla saga di Zork:
- The Zork Chronicles di George Alec Effinger (1990)
- The Lost City of Zork di Robin W. Bailey (1991)